# Gloria Vanderbilt
Gloria Laura Vanderbilt (New York, 20 febbraio 1924 – New York, 17 giugno 2019) è stata una stilista, scrittrice, attrice ed ereditiera statunitense, membro della ricca famiglia Vanderbilt di New York. È diventata nota anche per avere innovato il design dei blue jeans ed essere la madre dell'anchorman della CNN Anderson Cooper.

## Biografia
Nata a Manhattan, New York City, figlia unica dell'erede delle ferrovie Reginald Claypoole Vanderbilt (1880-1925) e della seconda moglie Gloria Morgan (1904-1967) che aveva una sorella gemella Thelma, nota in seguito come viscontessa Furness (1904-1970), per essere stata l'amante del re Edoardo VIII di Gran Bretagna ed avere presentato la sua amica, Wallis Simpson, al Duca di Windsor.
Quando ha 18 mesi, e in seguito alla morte del padre per cirrosi, lei e la sorellastra, Cathleen Vanderbilt (1904-1944), nata dal primo matrimonio del padre con Cathleen Neilson, diventano due ereditiere in parti uguali di un fondo fiduciario da 5 milioni di dollari, equivalente nel 2018 ad un valore di 71 milioni di dollari. I diritti di controllare la quota della piccola Gloria sino alla maggiore età sono della madre che conduce una vita dispendiosa tra New York e Parigi, si porta dietro la bambina affidata ad una balia, Emma Sullivan Kieslich, che sarà chiamata dalla piccola "Dodo". Con loro spesso anche la sorella gemella di Gloria Morgan.
Nei primi anni Trenta, quando lei ha sei anni, è coinvolta in un processo per la sua custodia, processo molto seguito dalla stampa dell'epoca: a contendersi Gloria (e il patrimonio) sono la madre, Gloria Morgan Vanderbilt, e la zia paterna, Gertrude Vanderbilt Whitney. Per gli episodi raccontati a volte il processo si svolge a porte chiuse. Alla fine la battaglia è vinta dalla zia e la piccola è strappata alla madre.
La storia del processo sarà poi raccontata nel 1980 nel libro di Barbara Goldsmith Little Gloria... Happy at Last e nel 1982 in una miniserie della NBC (nominata per sei Emmy Awards e un Golden Globe). L'attrice Jennifer Dundas ha interpretato Gloria.
La giovane Vanderbilt frequenta la Greenvale School di Long Island,  Miss Porter's School a Farmington, nel Connecticut,  e poi la Wheeler School a Providence, Rhode Island. Il talento artistico che negli anni la renderà famosa lo sviluppa alla Art Students League di New York City.  Quando raggiunge la maggiore età e prende il controllo del suo fondo fiduciario, taglia completamente i rapporti con la madre, per quanto l'abbia poi sostenuta negli anni successivi.

### Teatro
Dal 1954 al 1963 la Vanderbilt si dedica alla recitazione, studiando al Neighborhood Playhouse con l'insegnante Sanford Meisner e debuttando nel 1954 in The Swan, in scena al Pocono Playhouse di Mountainhome, in Pennsylvania.  Nel 1955 appare a Broadway nel ruolo di Elsie in un revival di The Time of Your Life di William Saroyan. Appare anche in numerosi film televisivi dal vivo e film, tra cui Playhouse 90, Studio One a Hollywood e The Dick Powell Show. Appare anche in un episodio in due parti di The Love Boat nel 1981. Altri programmi TV: Person to Person con Edward R. Murrow, The Tonight Show con Johnny Carson, The Oprah Winfrey Show, Live!  con Kelly e Michael, e CBS News Sunday Morning.

### Moda
Vanderbilt inizia la sua carriera come modella quando aveva 15 anni, apparendo in Harper's Bazaar.
Durante gli anni Settanta, si avventura nel mondo della moda, prima con Glentex, concedendo il proprio nome e una collezione di suoi dipinti per una linea di sciarpe.  Nel 1976, Murjani Corporation del designer indiano Mohan Murjani propone di lanciare una linea di jeans con la firma Vanderbilt ricamata sulla tasca posteriore, oltre al logo del suo cigno. I suoi jeans sono più aderenti di altri jeans dell'epoca e riscuotono un successo immediato.
Nel 1978 la Vanderbilt vende i diritti sul suo nome al Gruppo Murjani e rilancia la sua società, GV Ltd, fondata nel 1976. Con la sua compagnia, lancia abiti, camicette, lenzuola, scarpe, pelletteria, liquori e accessori. Nel periodo dal 1982 al 2002 L'Oreal lancia otto fragranze con il marchio Gloria Vanderbilt. Jones Apparel Group ha acquisito i diritti sui jeans Gloria Vanderbilt nel 2002.
Negli anni Ottanta la Vanderbilt accusa i suoi ex soci di GV Ltd e il suo avvocato di frode. Vince la causa dopo un lungo processo (durante il quale l'avvocato muore) con un risarcimento di 1,7 milioni di dollari ma i soldi non sono mai stati recuperati anche se lei ha ricevuto 300.000 dollari dalla New York City Bar Association. La Vanderbilt si trova ad avere anche milioni di tasse arretrate, dal momento che l'avvocato non aveva mai pagato tutte le imposte, ed è costretta a vendere le sue case a Southampton e New York.
Gloria Vanderbult stessa è diventata un'icona della moda e dello stile, grazie ai numerosi ritratti che le sono stati fatti. Tra i fotografi più famosi figurano Cecil Beaton, Carl Van Vechten, Horst P. Horst, Gordon Parks, Gianni Penat, Jeff Riedel, Paul Schutzer, Thomas Iannaccone, Ron Galella e Jack Robinson.

### Arte
Studia arte alla Art Students League di New York. Diventa famosa con pitture a olio, acquerelli e pastelli. Queste opere sono state poi adattate e utilizzate, a partire dal 1968, da Hallmark Cards e da Bloomcraft (un produttore tessile). Gloria inizia anche a dipingere sul lino, nella ceramica e nel vetro.
Nel 2001 apre la sua prima mostra d'arte, "Dream Boxes", al Southern Vermont Arts Centre di Manchester; un successo di critica. Nel 2007 lancia un'altra mostra di 35 dipinti al Centro delle Arti.

### Letteratura
Ha scritto due libri sull'arte e l'arredamento, quattro volumi di memorie e tre romanzi, e ha collaborato regolarmente al New York Times, Vanity Fair e Elle. Nel novembre 2010 è il soggetto di un nuovo libro che racconta la sua vita, intitolato The World of Gloria Vanderbilt, scritto da Wendy Goodman, redattore di design della rivista newyorkese.  Il libro, pubblicato da Abrams Books, contiene molte fotografie inedite.
Nell'aprile 2016 HarperCollins Publishers edita un nuovo libro, coautori Gloria Vanderbilt e suo figlio Anderson Cooper, intitolato The Rainbow Comes and Goes. A Mother and Son on Life, Love, and Loss.  Il libro è descritto dal suo editore come "una toccante ed intima corrispondenza tra il figlio e la madre".

## Vita privata
Vanderbilt è stata sposata quattro volte, ha divorziato tre volte e ha dato alla luce quattro figli.  Ha avuto anche molte altre relazioni significative.
Nel 1941, all'età di 17 anni, va a Hollywood, dove diventa la seconda moglie di Pat DiCicco, un agente per attori e presunto mafioso.  Divorziano nel 1945, dal matrimonio nessun figlio.  In seguito Vanderbilt sosterrà che DiCicco era un marito violento.
Nell'aprile 1945, poche settimane dopo aver divorziato da DiCicco, sposa il direttore Leopold Stokowski, che aveva avuto tre figlie dai suoi precedenti matrimoni con Olga Samaroff, una pianista americana di concerti, ed Evangeline Love Brewster Johnson, un'ereditiera di Johnson & Johnson.  Vanderbilt è quindi la sua terza e ultima moglie.  Il matrimonio finisce con il divorzio nell'ottobre del 1955. Due i figli: Leopold Stanislaus "Stan" Stokowski (nato il 22 agosto 1950) e Christopher Stokowski (nato il 31 gennaio 1952).
Il terzo marito della Vanderbilt è il regista Sidney Lumet.  Lei è la seconda delle sue quattro mogli.  Si sposano il 28 agosto 1956 e divorziano nell'agosto del 1963. Nessun figlio insieme.
Il quarto matrimonio è con l'autore Wyatt Emory Cooper, il 24 dicembre 1963. Il matrimonio, durato 15 anni, termina con la morte del marito nel 1978 mentre è sottoposto a un intervento a cuore aperto.  Due i figli: Carter Vanderbilt Cooper (27 gennaio 1965 - 22 luglio 1988), morto per suicidio o vittima di farmaci che hanno provocato un episodio psicotico a 23 anni saltando dall'appartamento della famiglia al 14º piano,  e Anderson Hays Cooper (nato il 3 giugno 1967), anchorman della CNN.
Vanderbilt ha avuto una relazione sentimentale con il fotografo e regista Gordon Parks per molti anni fino alla sua morte nel 2006. Altri importanti relazioni con: Marlon Brando, Frank Sinatra, Howard Hughes e Roald Dahl. Molto amica della stilista Diane von Fürstenberg, durante l'apparizione come ospite nel talk show televisivo del figlio Anderson Cooper, il 19 settembre 2011, Vanderbilt ha chiamato la comica e attrice Kathy Griffin come la "figlia fantastica".
Truman Capote è stato criticato per avere modellato il personaggio di Holly Golightly in Colazione da Tiffany sulla Vanderbilt, ma altri dicono che era basata sulla sua amica Carol Grace. Quando la Vanderbilt ha festeggiato il suo 90º compleanno il 20 febbraio 2014, le sue collezioni di disegni, dipinti e oggetti da collezione sono state esposte nel New York Design Center di New York City.

## Filmografia
- Studio One – serie TV, 2 episodi (1957)
- Kraft Television Theatre – serie TV, 1 episodio (1958)
- Playhouse 90 – serie TV, 1 episodio (1958)
- The United States Steel Hour – serie TV, 2 episodi (1959)
- Avventure in paradiso (Adventures in Paradise) – serie TV, episodio 1x17 (1960)
- Shirley Temple's Storybook – serie TV, 1 episodio (1960)
- The Dick Powell Show – serie TV, episodio 2x22 (1963)
- Love Boat (The Love Boat) – serie TV, 2 episodi (1981)

## Opere

### Arte e decorazioni per la casa
- Gloria Vanderbilt Book of Collage, New York City, Galahad Books, 1970, OCLC 1143871.
- Gloria Vanderbilt e Phyllis Hingston Roderick, Gloria Vanderbilt Designs for Your Home, New York, Simon & Schuster, 1977, ISBN 978-0-671-22637-4.

### Memorie
- Woman to Woman, Garden City, New York, Doubleday, 1979, ISBN 978-0-385-13645-7.
- Once Upon a Time: A True Story, New York, Alfred A. Knopf, 1985, ISBN 978-0-394-54112-9.
- Black Knight, White Knight, New York, Alfred A. Knopf, 1987, ISBN 978-0-394-54412-0.
- A Mother's Story, New York, Alfred A. Knopf, 1995, ISBN 978-0-679-45052-8.
- It Seemed Important at the Time: A Romance Memoir, New York, Simon & Schuster, 2004, ISBN 978-0-7432-6480-8.
- Gloria Vanderbilt e Anderson Cooper, The Rainbow Comes and Goes. A Mother and Son on Life, Love, and Loss, Harper, 2016, ISBN 978-0-06-245494-2.

### Romanzi
- Never Say Good-Bye: A Novel, New York, Alfred A. Knopf, 1989, ISBN 978-0-394-57155-3.
- The Memory Book of Starr Faithfull: A Novel, New York, Alfred A. Knopf, 1994, ISBN 978-0-394-58775-2.
- Obsession: An Erotic Tale, New York, HarperCollins, 2009, ISBN 978-0-06-173489-2.